# Joko Suprianto
Joko Suprianto, född den 27 januari 1971 i Solo, Indonesien, är en före detta indonesisk badmintonspelare som var en av världens ledande singelspelare i början och mitten av 1990-talet. Han blev världsmästare i singel 1993 efter att ha besegrat landsmannen Hermawan Susanto i finalen. Han deltog också i Olympiska sommarspelen 1996 i singel där han var försteseedad, men förlorade i kvartsfinalen mot Rashid Sidek från Malaysia.

## Största framgångarna
Internationella tävlingar, allt i herrsingel. 
| Ranking                    | År               | Evenemang                  |
| -------------------------- | ---------------- | -------------------------- |
| Världsmästerskap           |                  |                            |
| 1                          | 1993             | Birmingham, ENG            |
| Badminton World Cup        |                  |                            |
| 1                          | 1992, 1995       | Guangzhou, Jakarta         |
| Other International Titles |                  |                            |
| 1                          | 1992             | Swiss Open                 |
| 1                          | 1993, 1995       | World Badminton Grand Prix |
| 1                          | 1993             | Korea Open                 |
| 1                          | 1994             | Malaysia Open              |
| 1                          | 1995             | Singapore Open             |
| 1                          | 1996             | U.S. Open                  |
| 1                          | 1996             | Indonesia Open             |
| 2                          | 1990, 1993       | All England Open           |
| 2                          | 1991, 1992, 1994 | Indonesia Open             |
| 1                          | 1992, 1993, 1994 | Thailand Open              |